# Горис
Горис (јерм. Գորիս) је град и општина у Јерменији, смештен на истоку марза Сјуник. Удаљен је 240 км од Јеревана и 70 км од административног центра марза Капана.
Према подацима статистичког завода Јерменије, у граду је 2010. живело 23.022 становника што је за око 240 становника мање у односу на стање из 2001. године.
Град, смештен у питомој котлини окружен густим шумама и високим планинама, познат је по бројним пећинама из средњег века које су служиле као боравиште, а исклесане су у меким пешчарима у јужном делу града. У близини града се налази и геолошки локалитет са каменим пирамидама. У последње време у граду и околини се све више развија туризам, а за 2016. планирано је отварање аеродрома који ће знатно олакшати приступ овом граду и додатно утицати на развој туризма.

## Географија
Град се налази у источном делу марза Сјуник на истоименој реци притоци Воротана. Смештен је у планинској котлини са свих страна окруженој планинским гребенима и бројним пећинама. налази се 70 км северно од административног центра марза, града Капана на ауто-путу који повезује Јереван са престоницом Карабаха Степанакертом.
Јануарски просек температура је -1,3 °C, јулски 19 °C, а просечна количина падавина је око 700 мм на годишњем нивоу. Током зиме на овом подручју су чести веома јаки ветрови, па се за Горис често каже да је најветровитији град у Јерменији.
На левој обали реке Горис, у кртим вулканским стенама налази се прави лавиринт подземних пролаза и пећина, али и камених пирамида, и тај део града назива се „пећинским Горисом“. Од најранијих времена те пећине су кориштене као људска боравишта која су у бронзаном добу прерасле у право насеље.

## Историја
Претпоставља се да име града потиче из неког од прото индоевропских језика и изведено је из речи „гор“ (стена) и „ес“ (постојати) и значи „насеље на стени“. Цело подручје је стално насељено још од каменог доба, а први помен насеља датира из доба државе Урарту. На једној глиненој плочици из 8. века п. н. е. урартски краљ Руса I спомиње државу Гористса као једну од 23 територије које је покорио. Претпоставља се да је то насеље управо данашњи Горис. Насеље спомиње и Ксенофонт 401. године п. н. е. у Анабасису.
Средњовековно насеље било је смештено источно од данашњег града на левој обали реке. Тај део се данас назица Старим Горисом и поклапа се са данашњим селима Гору и Гораик које је спомињао и Степанос Орбелијан у 13. векуу.
Данашње име се први пут спомиње 1624. године. Од 1813. град је постао саставни део Царске Русије, да би већ седамдесетих година XIX века постао управни центар Зангезурске провинције Русије.
У близини старог дела града 1876. је основано ново насеље. Након пропасти ДР Јерменије 1920. године, 26. априла 1921. основана је република Планинска Јерменија коју су чиниле тадашње покрајине Зангезур (данас Сјуник), Даралакјаз (данас Вајотс Џор) и Арцах са Горисом као главним градом.

## Демографија
Према резултатима пописа из 1897. у насељу је живело 1.450 становника, од којих су 1.082 били Јермени а 209 азерски Татари.
Према подацима статистичког завода Јерменије, у граду је 2010. живело 23.022 становника што је за око 240 становника мање у односу на стање из 2001. године. Целокупну популацију данас у граду чине Јермени, од којих је један знатан део избеглице из суседног Азербејџана.

## Знаменитости
У близини града налази се чувени Татевски манастир из  века, један од најлепших манастира Јерменске апостолске цркве. У самом граду се налази камена црква Светог Григорија просветитеља.
Горис је и родно место једног од највећих јерменских прозаиста Аксела Бакунца, а његова кућа је претворена у музеј.
У граду се тренутно гради центар за кардио-васкуларне болести уз помоћ донација из Француске.
У граду од 1967. ради државни Универзитет.

## Градови побратими
- Њасвиж, Белорусија
- Вијен, Изер, Француска

## Галерија
- Горис
- „Капија Гориса“
- „Камене пирамиде Гориса“
- Пећине
- Траса пута ка Капану

## Град на старим картама
- Горис (Герюсы) у саставу Карабашког каната од 1809—1817.
- Горис (Горюсы) у саставу Карабашког каната на карти из 1823.
- Горис (Герусы) — административни центар Зангезурског округа Елизаветпољске губерније.